# Franciscus Kuijpers
Franciscus Antonius Kuijpers (27 de fevereiro de 1941) é um jogador de xadrez dos Países Baixos.
Iniciou sua carreira em 1959, disputou as Olimpíadas de xadrez entre 1964 e 1976. Na Olimpíada de xadrez de Nice 1974 Kuijpers conquistou a medalha de ouro por performance individual no segundo tabuleiro reserva e em Haifa 1976 ajudou a equipe a conquistar a medalha de prata novamente jogando no segundo tabuleiro e a medalha de bronze por performance individual. Encerrou a carreira em 2002.